# 9Bach
9Bach là một ban nhạc alternative folk được thành lập bởi ca sĩ-người viết bài hát và nghệ sĩ dương cầm người Wales Lisa Jên và nghệ sĩ guitar Martin Hoyland. Các thành viên hiện tại của ban nhạc gồm có: Dan Swain (bass guitar), Esyllt Glyn Jones (hạc cầm, giọng hát), Mirain Roberts (giọng hát) và Andy Gangadeen (trống). Tên của ban nhạc là cách chơi chữ "nain" (nine trong tiếng Anh, có nghĩa là số 9), trong tiếng Wales có nghĩa là "bà (nội/ngoại)" và "bach" có nghĩa là "nhỏ" trong tiếng Wales.
Khi bắt đầu hoạt động vào năm 2005, ban nhạc chủ yếu trình diễn các bài hát dân ca của xứ Wales. Album đầu tay cùng tên của ban nhạc được phát hành năm 2009.
Năm 2015, album của 9Bach có tên Tincian đoạt giải Album xuất sắc nhất tại BBC Radio 2 Folk Awards. Ban nhạc đã cùng biểu diễn với dàn hợp xướng giọng nam Côr Penrhyn trong tiết mục cuối cùng của buổi trao giải.
Album thứ 3 của ban nhạc, Anian, được phát hành ngày 13 tháng 5 năm 2016. Bài hát chủ đề của album được viết bởi diễn viên kiêm nhạc sĩ Rhys Ifans. Album là sự kết hợp ảnh hưởng âm nhạc Hy Lạp và Trung Đông.